# Zalog pri Cerkljah
Zalog pri Cerkljah je naselje v Občini Cerklje na Gorenjskem.
Ima cerkev Sv. Matija v katerem je zvon, ki je star več kot 500 let. V pradavnini je bil Zalog močvirnato območje, izsuševati se začelo šele v poznem srednjem veku. Na širšem območju naselja izvira Pšata oz. se vanjo stekajo potoki Kamnik, Dobovšek in Doblič.